# Сибирски девесил
 Тази статия е за подвида Heracleum sphondylium sibiricum.  За вида Levisticum officinale вижте Девесил.  
Сибирският девесил (Heracleum sphondylium sibiricum) e подвид тревисто двугодишно или многогодишно растение, разпространено по влажни сенчести места, покрай реки и пътища.
За медицински цели се използват корените (отвара), надземната част (студен извлек).